# Rolf Zimmermann (Architekt)
Rolf Zimmermann (* 22. August 1959 in Halle (Saale); † 13. Juni 2008 in Dresden) war ein deutscher Architekt und Denkmalpfleger.

## Werdegang
Zimmermann absolvierte 1976–1979 eine Baufacharbeiterlehre in Magdeburg. Vom anschließenden Architekturstudium an der Technischen Hochschule Dresden (1981–1984) wurde er wegen regimekritischer Äußerungen gegen die DDR-Obrigkeit relegiert. Danach übernahm er die Bauleitung für die Schlosskirche in Karl-Marx-Stadt (heute Chemnitz) im Auftrag der sächsischen Landeskirche. 1985 erfolgte die Ausreise aus der DDR und 1986–1989 die Fortsetzung des Architekturstudiums an der Technischen Universität München, zugleich war er Mitarbeiter bei Franz Riepl. Nach Mitarbeit in verschiedenen weiteren Architekturbüros begründete Zimmermann 1992 sein eigenes Architekturbüro in Dresden und übernahm die Vertretung des Lehrstuhlinhabers für Denkmalpflege und Entwerfen an der Technischen Universität Dresden. Zimmermann, der bis zuletzt akribisch arbeitete, erlag nach langer schwerer Krankheit im Juni 2008 einem Krebsleiden.
Rolf Zimmermann hat bei seinen Projekten im historischen Bestand stets eine zeitgenössische Architektursprache verwendet und nicht historisierend rekonstruiert. In den teils heftigen Debatten über Denkmalpflege und Rekonstruktion in seiner Stadt hat er eine vermittelnde Position zwischen Traditionalisten und Modernisten gesucht. Prägend für seine Arbeit war die hohe Achtung vor dem Vorgefundenen, das er mit seinem umfassenden baugeschichtlichem Wissen und seiner humanistischen Haltung verstand, zeitgemäß vervollständigte, umformte und weiterdachte.

## Auszeichnungen
- 1994: Architekturpreis der Technischen Universität Dresden
- 1995: Sächsischer Staatspreis für Architektur
- 2007: BDA-Preis Sachsen
- 2007: BDA-Preis Deutschland

## Werk

### Bauten und Entwürfe
- seit 1992: Sanierung des Schlosses in Hermsdorf
- seit 1992: Sanierung des Schlosses in Wachau
- seit 1993: Sanierung des Schlosses Schönfeld
- 1997–1999: Sanierung des Kuppelsaalflügels von Schloss Pillnitz in Dresden
- 2000: Instandsetzung des Cranach-Altars in St. Wolfgang zu Schneeberg
- 2000: Psychiatrisches Krankenhaus in Radebeul
- 2001–2003: Kräutersiedlung in Dresden-Gorbitz (haus- und geschossweiser Rückbau einer Plattenbausiedlung)
- 2002: Offiziersschule des Heeres, ehemalige Turn- und Fechthalle, Dresden
- 2002: Schlesisches Museum in Görlitz
- 2003: Asternweg 8–16 in Dresden-Gorbitz (Umbau einer WBS 70-Plattenbauzeile)
- 2004: Stadtwohnhaus Conertplatz 7, Dresden
- 2004: Um- und Ausbau des Ausstellungsgebäudes Brühlsche Terrasse in Dresden-Altstadt

### Schriften
- Architektur und Baukultur geht jeden an. In: Katalog zur Baumesse Haus 2001.
- Der neue Mensch. Lebensentwürfe und Zwangsvorstellungen im 20. Jahrhundert und einige Auswirkungen. (Festvortrag vor der Europäischen Akademie der Wissenschaften und Künste am 12. Februar 2000 in Meißen)

## Weitere Quellen
- Heike Bittner: Glaubwürdig, (Hörfunk-?) Sendung des MDR vom 29. September 2007 über den Architekten Rolf Zimmermann